# 콘스탄틴 크류코프
콘스탄틴 비탈리예비치 크류코프(러시아어: Константин Витальевич Крюков, 1985년 2월 7일 ~ )는 러시아의 배우이다.

## 출연 작품
- 드라큘라: 모로이의 전설 - 안드레이 역